# 関まつり
関まつり（せき-）は、岐阜県関市の春日神社、神明神社および貴船神社の例祭を中心とした祭り。例年4月第3土曜日及び翌日曜日に開かれる。祭りに用いられる屋台は岐阜県指定有形文化財、祭りで行われる神事の一つ『どうじやこう』は岐阜県指定無形文化財となっている。

## 概要
南春日町の春日神社、伊勢町の神明神社、貴船町の貴船神社で行われる例祭が起源である。この例祭に合わせて関市の商店街が含まれる氏子二十四町で各種の催しが行われる。氏子二十四町の内訳は春日町１から３丁目（２丁目は旧称金沢町、３丁目は同呉服町）、新町、富本町、常盤町、前町、平和通り１および２丁目、月見町、伊呂波町、住吉町、相生町、上利町、千年町１および２丁目、泉町、朝倉町、梅ヶ枝町、南春日町、桜木町、一ツ山町、柳町および力山町である。

## 開催日
江戸時代までは1月27日に試楽、翌28日に本楽が行われていたが、明治7年（1874年）に3月27日と同28日に改められ、明治27年（1894年）に4月12日、同13日となり、大正7年（1918年）に4月15日と翌日に変更された。現行の日程は平成3年（1991年）から4月第三土曜日とその翌日曜日に変更されている。令和年間に入ってからは開催中止が続いている。

## 屋台
かつては5両の山車が曳かれたと伝わるが、その詳細は不詳。明治24年の濃尾地震で被害を受けたといい、現在ではそれ以降に名古屋と岐阜から購入した名古屋型の二両が曳かれるのみとなっている。いずれも岐阜県により重要有形民俗文化財に指定されている。

### 浦嶋山車
常磐町の所有。創建不詳。明治25年（1892年）に名古屋円頓寺より280円で購入。采振り人形とからくりで動く浦島人形を備える。

### 加茂山車
春日町３丁目（旧呉服町、本町三丁目）の所有する山車。製作は天保12年（1841年）である。明治27年（1894年）に岐阜矢島町から280円で購入。采振り人形と加茂人形を備える。

## どうじやこう
春日神社で行われる神事芸能である。かつて関が魔物に脅かされていたときに、魔物が餅を食らうと寝入るという神託があったため魔物に餅を与えてその住処の山ごと焼き払ったという伝説に因んだものである。神事は田楽に類するもので、七番立として構成されている。岐阜県の重要無形民俗文化財。
一番は神や塩で神事の場を清める四方清め、二番は長刀と扇を持ち、舞台で跳ねて舞う長刀振り、三番は二番のもどきで、長刀の代わりに棒を持つ棒振りである。この際、演者はふざけても良いが、笑ってはならないとされている。四番は魔物に扮した獅子に餅を与える宝獅子、五番はそのもどきである箕獅子である。箕獅子で登場する獅子は箕に目鼻を書いたもので、演目の最後は寝るために山に戻る様子を後ずさりで表現している。六番は魔物の住む山に見立てた青笹で飾られた大きな熊手を2匹の猿の人形を乗せ松明をつけた箱を手繰って焼くどうじやこうである。箱を手繰る際に『どうじやこうなりけり、じざいなりけり』と唱えることから演目の名称がどうじやこうとなっている。この際に焼けた熊手は利益があるとして参詣者が挙って持ち帰る。最後の七番は参加者が神宝などが描かれた紙で作った笠を宝笠を被り、拍子木を持って舞台を巡る豊年踊りである。

## 行灯みこし
昭和4年（1929年）に関市街の街ごとに行灯みこしが作られるようになり、行灯みこしパレードが行われるようになった。同26年（1951年）には観光協会により行灯みこしコンクールが行われるようになり、以降は祭りにおける見どころの一つとなっている。